# لشکر نهم زرهی (ورماخت)
لشکر نهم زرهی (به آلمانی: 9. Panzerdivision) یکی از لشکرهای زرهی نیروی زمینی آلمان در دوره رایش سوم بود که در جریان جنگ جهانی دوم به عملیات پرداخت.

## تاریخچه عملیاتی

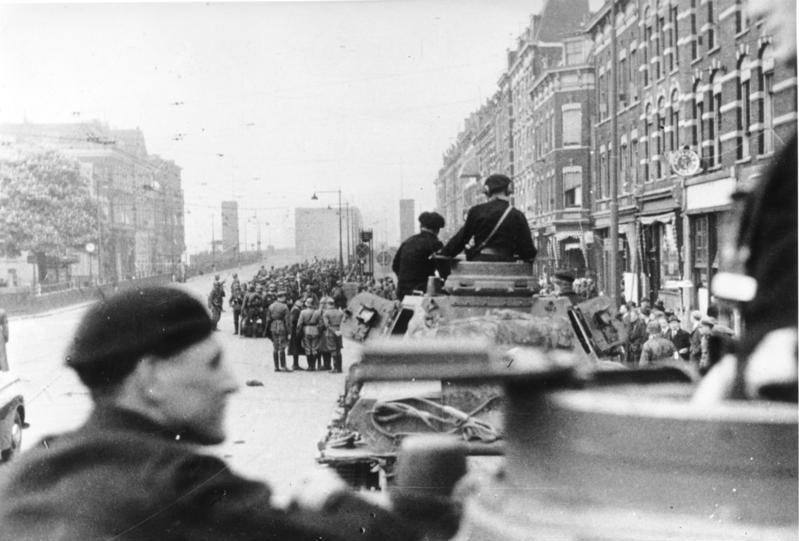
تصویری از لشکر نهم زرهی ورماخت

### فرانسه
لشکر نهم زرهی فرماندهی سرلشکر آلفرد ریتر فن هوبیکی، در جریان تهاجم آلمان به فرانسه به عنوان بخشی از سپاه ۲۶ از ارتش هجدهم از گروه ارتش ب، در قالب طرح عملیاتی مورد زرد، در تهاجم ایذایی به هلند مشارکت نمود. این لشکر روز ۱۰ مه سال ۱۹۴۰ مجموعاً ۱۵۳ تانک شامل ۳۰ پنزر ۱، ۵۴ پنزر ۲، ۴۱ پنزر ۳، ۱۶ پنزر ۴ و ۱۲ پنتسر شعله‌افکن در اختیار داشت. نیروهای لشکر می‌بایست پس از شکسته شدن دفاع مرزی توسط پیاده‌نظام سپاه ۲۶، خود را به چتربازان ورماخت که پشت خطوط دشمن در پل‌های نزدیک روتردام فرود می‌آمدند، می‌رساند. لشکر نهم زرهی به عنوان تنها آرایش زرهی ورماخت در تهاجم به هلند، با توجه به فقدان زره‌پوش در نیروهای هلندی، رزم نسبتاً آسانی را تجربه کرد. لشکر تا شب روز نخست ۱۵ کیلومتر پیش رفت و به شهر میل رسید. روز بعد مسافت خارق‌العاده ۵۰ کیلومتر به سمت غرب طی شد و تیلبورخ به تصرف درآمد. این لشکر تا روز ۱۳ مه خود را به مدخل شهر موردیک رساند و سپس در روتردام به چتربازان متصل گشت.
لشکر نهم زرهی برای ادامه عملیات در فرانسه، به سپاه ۱۴ موتوریزه ملحق گردید. این لشکر به عنوان جلودار ارتش هجدهم، عصر روز ۲ ژوئن تهاجم را از سر گرفت و بر سپیکر در شمال شرقی فرانسه مسلط شد. لشکر با حرکت به سمت جنوب روز ۵ ژوئن از رود سم در آمین گذشت و سر پلی بر آن ایجاد کرد. لشکر نهم زرهی در عرض دو روز بعدی ۳۰ کیلومتر دیگر به سمت جنوب غربی پیش رفت.

### شوروی

#### مسکو
لشکر نهم زرهی در عملیات تایفون، تهاجم پاییزه ورماخت به مسکو، پایتخت شوروی، به عنوان بخشی از سپاه ۴۸ موتوریزه از گروه زرهی ۲ هاینتس گودریان در جناح جنوبی گروه ارتش مرکز، مشارکت داشت. در اثر شرایط بد آب‌وهوایی این لشکر روز ۷ اکتبر گزارش از «مشکلات غیرقابل باور» کرد و افزود به جهت این که لشکر از راه‌های خارج از جاده استفاده می‌کند «هر گونه تحرکی غیرممکن است.» لشکر نهم زرهی بار اصلی تهاجم سپاه ۴۸ موتوریزه به سمت کورسک را بر دوش داشت. این لشکر با شکستن خط مقدم دشمن در مناطق پشت سر آن نفوذ نمود. به هر صورت لشکر در یادداشت‌های جنگی خود آورد در این تهاجم «میزان بی‌شماری» از خودروی خود را از دست داد. روز ۱۲ اکتبر لشکر با کورسک همچنان ۸۰ کیلومتر فاصله داشت. لشکر نهم زرهی از هنگام عبور از رود دنیپر در کرمنچوک در جریان نبرد کی‌یف، تا این زمان مداوما در حالت رزم قرار داشت و توان رزمی آن فرسوده شده بود. یادداشت‌های جنگی لشکر در روز ۱۶ اکتبر بسیاری از نیروها را دچار «فروماندگی» می‌داند. روز ۲۰ اکتبر فرمانده لشکر اعتراض خود مبنی بر ادامه تهاجم را به دلیل افزایش طول جناح بدون محافظ آن، بدی راه‌ها و ضعف نیروهایش از منظر نظامی به سپاه ابراز نمود. او اعلام کرد برای لشکر تنها ۷ تانک عملیاتی و برای یکی از هنگ‌های موتوریزه آن از مجموع ۲۸۷ کامیون اولیه تنها ۵۱ کامیون باقی مانده‌است. بدین شکل لشکر نهم زرهی در این زمان تنها در نام یک لشکر زرهی بود. همان روز یادداشت‌های جنگی سپاه ۴۸ موتوریزه یگان‌های تدارکاتی لشکر نهم زرهی را «در حال نبرد با پارتیزان‌ها بسیار عقب‌تر از خط مقدم» گزارش می‌نماید. در این حال یگان‌های لشکر در خطی به طول ۲۶۰ کیلومتر در طول مسیر پیشروی کشیده شده بودند. نبرد بر سر کورسک روز ۱ نوامبر آغاز شد و برای چهار روز به طول انجامید.